# Musikmaskinen
Musikmaskinen, svenskt tv-program på Kanal 5 med Henrik Johnsson som programledare. I programmet gissar de tävlande vilka låtar "svenska folket" har valt ut. Hade premiär 13 september 2008. Några som medverkade: Jonas Gardell, Sara Lumholdt, Viktoria Tolstoy och Andreas Lundstedt.